# Arte Renascentista da Sertã
Arte Renascentista na Sertã refere-se ao conjunto de expressões artísticas influenciadas pelo Renascimento europeu que se manifestaram na vila da Sertã, situada na região centro de Portugal, sobretudo entre os séculos XV e XVII. Apesar de ser uma localidade do interior, a Sertã beneficiou de importantes ligações religiosas e nobiliárquicas, o que permitiu a penetração de influências renascentistas na sua arquitetura, escultura e arte sacra.

## Contexto histórico
Durante o final da Idade Média e início da Idade Moderna, a vila da Sertã assumiu um papel relevante no território da Beira Baixa, devido à sua localização estratégica e à presença de ordens religiosas, como a Ordem de Cristo e diversas irmandades paroquiais. A transição do estilo gótico para o Renascimento foi gradual, acompanhando as transformações políticas e religiosas que marcaram o Reino de Portugal.
Com o apoio de famílias nobres locais e do clero, surgiram várias encomendas artísticas que refletiam os ideais humanistas da época.

## Características
Entre as principais características destacam-se:
- Uso de elementos da arquitetura clássica, como colunas, frontões e proporção áurea;
- Temas religiosos humanizados, com figuras de expressão naturalista;
- Retábulos em talha dourada com composições simétricas;
- Pintura com influência maneirista;
- Estilo híbrido manuelino-renascentista, típico da arte portuguesa de transição.

## Obras e locais relevantes

### Igreja Matriz da Sertã
Reconstruída entre os séculos XVI e XVII, é um dos principais exemplos do renascimento na Sertã. Apresenta um portal de volta perfeita com decoração sóbria e harmoniosa. O interior conserva retábulos com talha dourada e painéis pintados com temas da vida de São João Baptista.

### Convento de Santo António da Sertã
Fundado por franciscanos no final do século XVI. A capela-mor destaca-se por uma abóbada em berço e retábulo com escultura de forte carga emotiva. As imagens revelam domínio da anatomia e postura clássica.

### Cruzeiros e alminhas
Vários cruzeiros e alminhas da região possuem molduras decorativas e simbolismo cristão, esculpidos com inspiração renascentista, misturando elementos populares e académicos.

## Personalidades relevantes
- Frei Agostinho da Sertã (c. 1540–1610) – Frade franciscano associado à concepção artística do Convento de Santo António.
- Mestre Diogo Fernandes – Pedreiro e artista ativo na Sertã, responsável por portais e elementos escultóricos renascentistas em pedra local.

## Influência posterior e conservação
A arte renascentista influenciou a produção artística local durante o Barroco e o Rococó, sendo elementos renascentistas incorporados em estilos mais ornamentados. Intervenções do século XX permitiram a conservação de vários elementos originais, como o portal da Igreja Matriz e frescos descobertos no Convento de Santo António.

## Galeria

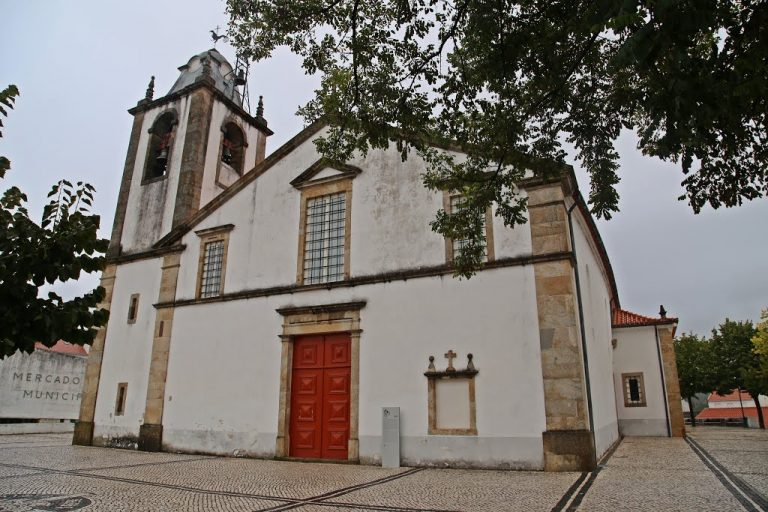
Sertã Igreja Matriz Portal
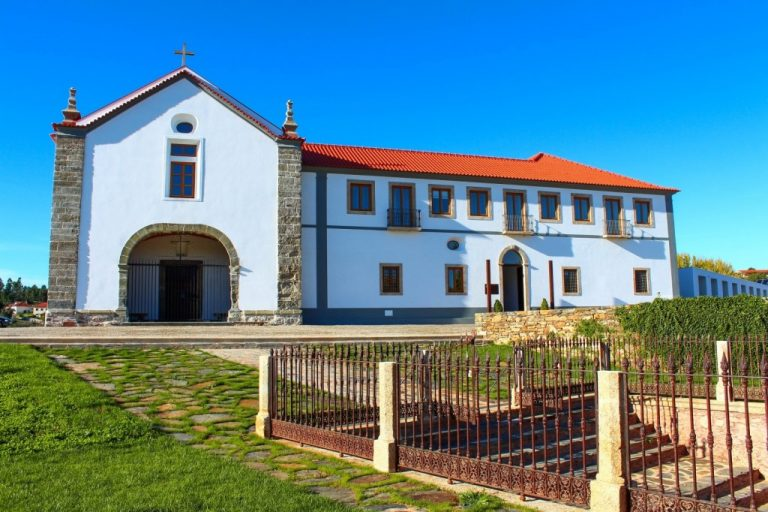
Convento Santo António Sertã Capela
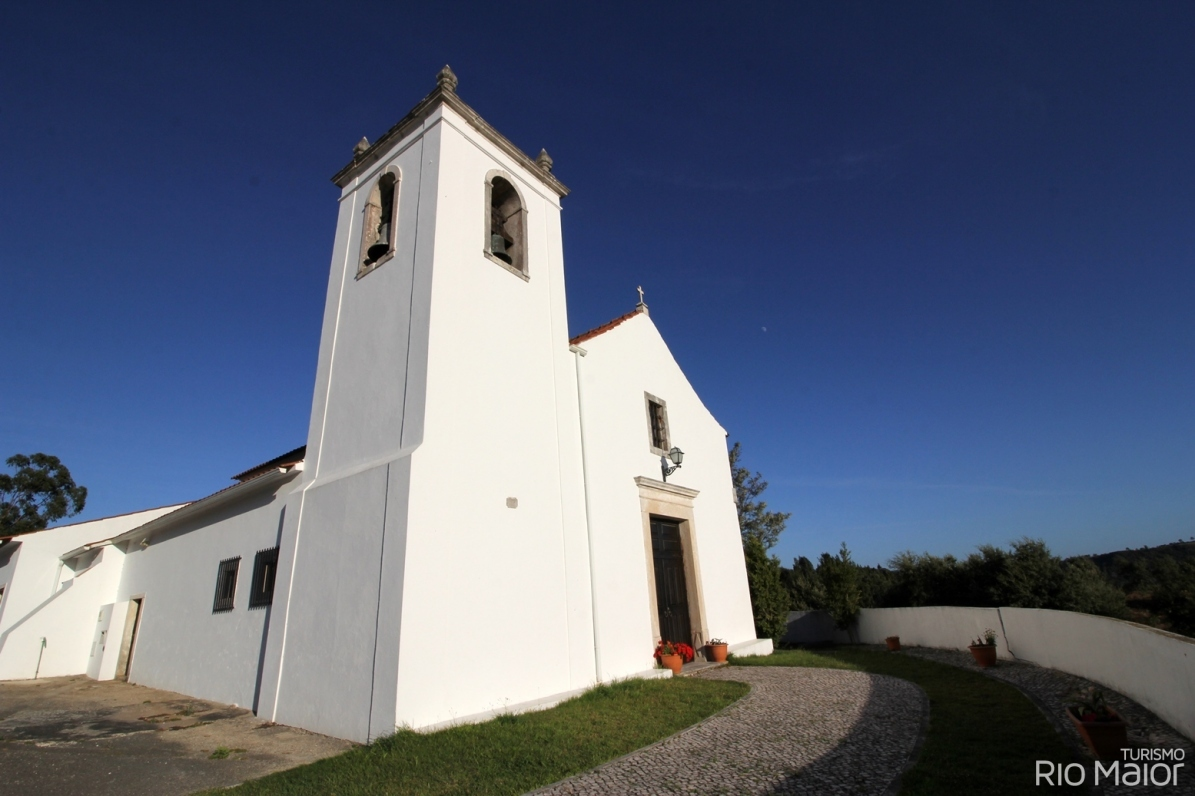
Cruzeiro Vale Cortiçada